# مطار السلطان اسكندر مودا الدولي
مطار السلطان إسكندر مودا الدولي (لغة إندونيسية: Bandar Udara Internasional Sultan Iskandar Muda، لغة أتشيهية: Bandar Udara Antar Nanggroë Sultan Iskandar Muda)، ويسمى أيضا مطار باندا آتشيه الدولي (إياتا: BTJ، إيكاو: WITT) يقع المطار على بعد 13،5 كم جنوب شرق عاصمة إقليم آتشيه، باندا آتشيه. سميت على اسم السلطان الثاني عشر في سلطنة آتشيه، إسكندار مودا. وكان يُسمى هذا المطار سابقًا مطار بلانقبنتانغ (لغة إندونيسية: : Bandara Blangbintang)، ويشار إلى موقعه في منطقة فرعية بنفس الاسم. تم إدراج هذا المطار في المرتبة لأكثر المطارات ازدحامًا في إندونيسيا.
بعد تعرضه لتسونامي مدمر في 26 ديسمبر 2004، خضع المطار للتجديد وتم بناء مدرج بطول 3000 متر للطائرات النفاثة عريضة الجسم. في 9 أكتوبر 2011 هبطت أول طائرة بوينغ 747-400 وأقلعت بنجاح من المطار. يمكن أن يكون هذا المطار كمكان للاجئين في حالة الكوارث الطبيعية، مثل كارثة تسونامي. وقد استخدم المطار أيضًا كقاعدة انطلاق للمساعدات الدولية الطارئة استجابةً لموجات تسونامي في آتشيه.
حصل مطار السلطان اسكندر مودا الدولي على أفضل مطار في العالم للمسافرين (الحلال) في حفل جوائز السياحة العالمية لعام 2016.

## الخطوط الجوية والوجهات
| شركـات طيـران          | الوجهات                                                                                             |
| ---------------------- | --------------------------------------------------------------------------------------------------- |
| طيران آسيا             | مطار كوالالمبور الدولي                                                                              |
| Batik Air              | مطار سوكارنو هاتا الدولي، مطار بينانق الدولي                                                        |
| سيتي لينك              | مطار حليم بيردانكوسوما الدولي، مطار كوالانامو الدولي                                                |
| Firefly                | مطار بينانق الدولي                                                                                  |
| غارودا إندونيسيا       | مطار سوكارنو هاتا الدولي موسمي: مطار الملك عبد العزيز الدولي، مطار الأمير محمد بن عبد العزيز الدولي |
| طيران آسيا (إندونيسيا) | مطار كوالانامو الدولي                                                                               |
| ليون إير               | مطار سوكارنو هاتا الدولي، مطار كوالانامو الدولي                                                     |
| Susi Air               | Blangkejeren، Blangpidie، Kutacane، Meulaboh                                                        |
| Wings Air              | مطار كوالانامو الدولي                                                                               |

## حركة المرور والإحصاءات
| Rank | Destinations                           | Frequency (Weekly) | Airline(s)                  |
| ---- | -------------------------------------- | ------------------ | --------------------------- |
| 1    | مطار سوكارنو هاتا الدولي، جاكرتا       | 35                 | Batik Air، Garuda Indonesia |
| 2    | مطار كوالانامو الدولي، North Sumatra   | 28                 | Citilink، Lion Air          |
| 3    | مطار حليم بيردانكوسوما الدولي، Jakarta | 7                  | Batik Air                   |
| 4    | مطار هانغ نديم الدولي، Riau Islands    | 7                  | Lion Air                    |
| 5    | Meulaboh، Aceh                         | 4                  | Susi Air                    |
| 6    | Kutacane، Aceh                         | 3                  | Susi Air                    |
| 7    | Blangpidie، Aceh                       | 2                  | Susi Air                    |
| 8    | Blangkejeren، Aceh                     | 2                  | Susi Air                    |

| Rank | Destinations                                    | Frequency (Weekly) | Airline(s)                 |
| ---- | ----------------------------------------------- | ------------------ | -------------------------- |
| 1    | مطار كوالالمبور الدولي، Malaysia                | 10                 | AirAsia                    |
| 2    | مطار بينانغ الدولي، Malaysia                    | 7                  | Firefly، Malindo Air       |
| 3    | مطار الملك عبد العزيز الدولي، السعودية          | 4                  | Garuda Indonesia، Lion Air |
| 4    | مطار الأمير محمد بن عبد العزيز الدولي، السعودية | 2                  | Garuda Indonesia، Lion Air |

## روابط خارجية
- Sultan Iskandar Muda International Airport - Indonesia Airport Global Website
- http://www.sultaniskandarmuda-airport.co.id نسخة محفوظة 12 مايو 2018 على موقع واي باك مشين.
- http://www.angkasapura2.co.id
- Airport information for WITT at World Aero Data. Data current as of October 2006.Source: DAFIF.
- Airport information for BTJ / WITT at Great Circle Mapper. Source: DAFIF (effective Oct. 2006).
- تاريخ الحوادث لـ (BTJ / WITT) على شبكة سلامة الطيران.